# Сесилия Нормандская
Сеси́лия Норма́ндская (англ. Cecilia of Normandy; около 1054, Нормандия — 30 июля 1126, Кан) — английская принцесса из Нормандской династии, дочь Вильгельма Завоевателя и Матильды Фландрской, сестра королей Вильгельма II и Генриха I. С 1112 года — аббатиса монастыря Святой Троицы в Кане.

## Биография
Сесилия появилась на свет приблизительно в 1054 году и была одной из дочерей Вильгельма Завоевателя и его жены Матильды Фландрской. Отец принцессы происходил из династии правителей Нормандии, ведущей происхождение от норманна Роллона, который в 911 году получил от короля Франции Карла III Простоватого владения, получившие название Нормандии. Принцесса появилась на свет до того, как её отец завоевал Англию. Мать девочки была единственной дочерью графа Фландрии Болдуина V и Аделы Французской, дочери французского короля Роберта II.
Помимо Сесилии в семье было четверо сыновей и, по меньшей мере, четыре дочери.
Достоверно неизвестно, какой по счёту дочерью королевской четы была Сесилия, поскольку историки не смогли определить порядок рождения принцесс. На генеалогическом свитке о норманнском наследовании Вильгельма Завоевателя Сесилия изображена второй по счёту, однако историк Джеймс Пентон полагает, что принцесса была старшей дочерью королевской четы. Вместе с тем, хронист Ордерик Виталий, перечисляя известных дочерей короля, даёт противоречивые указания: он называет Сесилию третьей и пятой по счёту дочерью королевской четы. Вильям Мальмсберийский и Матвей Парижский называли Сесилию старшей дочерью Вильгельма и Матильды.
Среди братьев принцессы были будущие короли Англии Вильгельм II и Генрих I, однако наиболее близка на протяжении всей жизни Сесилия была, по видимому, с братом Робертом: тот, возвращаясь из походов, неизменно навещал сестру в аббатстве и преподносил богатые дары её монастырю.
В раннем детстве Сесилия была отдана в монастырь Святой Троицы в Кане, основанном в 1066 году родителями девочки в качестве епитимии за брак без разрешения папы Римского. Сесилия получила хорошее образование: она изучала так называемый тривиум — латинскую грамматику, риторику и логику — под руководством Флеминга Арнульфа из Шока, служившего в монастыре Святой Троицы учителем и капелланом монахинь, а позднее ставшим канцлером Роберта — любимого брата принцессы. В 1075 году принцесса была пострижена в монахини и, впоследствии, с 1112 года служила настоятельницей этого монастыря. Такое положение для знатной женщины того времени не было редкостью. К тому же, королевская чета имела достаточно детей, чтобы одна из дочерей была освобождена от матримониальных планов, а сама королева Матильда желала, чтобы в основанном ею монастыре был верный ей человек. Ордерик Виталий пишет, что Сесилия сменила на посту аббатисы собственную сестру Матильду, умершую 6 июля 1113 года.
Сесилия скончалась 30 июля 1126 года, находясь в должности аббатисы монастыря Святой Троицы в Кане, где и была похоронена. Здесь же в ноябре 1083 года упокоилась мать Сесилии королева Матильда.